# Giro d’Italia 1912
Der 4. Giro d’Italia fand vom 19. Mai bis 2. Juni 1912 statt und wurde in neun Etappen über 2.436 Kilometer ausgetragen, von denen jedoch nur acht gewertet wurden. Am Ende der Rundfahrt erhielten alle Fahrer der schnellsten Mannschaft das Rosa Trikot. Eine Einzelwertung wie in den vorangegangenen Austragungen gab es nicht. Die Rundfahrt startete in Mailand und endete in Bergamo.
Während der vierten Etappe von Pescara nach Rom kam es zum ersten Fahrerstreik der Giro-Geschichte. Da ein Fluss über die Ufer getreten war, sollte die Etappe um 50 Kilometer verlängert werden. Die Fahrer protestierten und fuhren mit dem Zug nach Rom.
Das italienische Team Atala mit den Fahrern Luigi Ganna, der bereits die erste Auflage des Giros gewinnen konnte, Carlo Galetti, der 1910 und 1911 siegte, Giovanni Michelotto und Eberardo Pavesi gewann die Gesamtwertung vor dem Team Peugeot, bestehend aus Ugo Agostoni, Domenico Allasia, Carlo Durando und Angelo Gremo, und dem Team Gerbi, bestehend aus Pierino Albini, Lauro Bordin, Giovanni Gerbi und Giovanni Rossignoli.

## Etappen

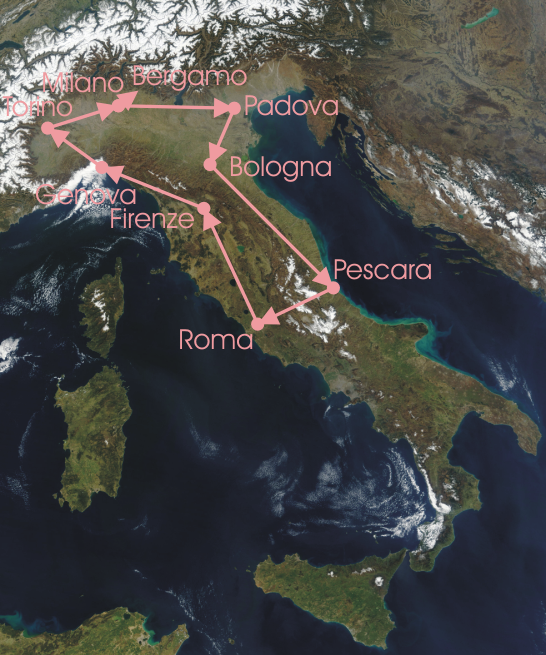
Streckenverlauf des Giro

| Etappen   | Start – Ziel      | km  | Etappensieger                | Maglia Rosa                  |
| --------- | ----------------- | --- | ---------------------------- | ---------------------------- |
| 1. Etappe | Mailand – Padova  | 399 | Giovanni Micheletto          | Atala                        |
| 2. Etappe | Padova – Bologna  | 329 | Vincenzo Borgarello          | Atala                        |
| 3. Etappe | Bologna – Pescara | 362 | Ernesto Azzini               | Atala                        |
| 4. Etappe | Pescara – Rom     |     | annulliert nach Fahrerstreik | annulliert nach Fahrerstreik |
| 5. Etappe | Rom – Florenz     | 337 | Carlo Galetti                | Atala                        |
| 6. Etappe | Florenz – Genua   | 268 | Lauro Bordin                 | Atala                        |
| 7. Etappe | Genua – Turin     | 225 | Vincenzo Borgarello          | Atala                        |
| 8. Etappe | Turin – Mailand   | 281 | Giovanni Micheletto          | Atala                        |
| 9. Etappe | Mailand – Bergamo | 235 | Vincenzo Borgarello          | Atala                        |